# Dobrica Ćosić
Dobrica Ćosić, cyr. Добрица Ћосић (ur. 29 grudnia 1921 w Velikiej Drenovie jako Dobrosav Ćosić, zm. 18 maja 2014 w Belgradzie) – serbski pisarz i polityk, jugosłowiański działacz komunistyczny, pierwszy prezydent Federalnej Republiki Jugosławii w latach 1992–1993. Określany jako jeden z najwybitniejszych serbskich twórców literackich XX i XXI wieku.

## Życiorys
Urodził się w 1921, choć w księgach metrykalnych odnotowano błędną datę 4 stycznia 1922. Kształcił się w szkole rolniczej. W okresie II wojny światowej działał w partyzantce komunistycznej, której przewodził Josip Broz Tito. Był redaktorem gazety „Mladi borac”, działaczem komunistycznej młodzieżówki i Związku Komunistów Jugosławii, w ramach którego zajmował się propagandą. Dołączył do komitetu centralnego partii, po wojnie ukończył wyższą szkołę polityczną, zasiadał w jugosłowiańskim parlamencie. Przez lata był bliskim współpracownikiem jugosłowiańskiego przywódcy, brał udział w jego kilkudziesięciodniowej wyprawie jachtem „Galeb” do ośmiu neutralnych państw afrykańskich. W 1968 w przemówieniu skierowanym do członków komitetu centralnego negatywnie ocenił politykę państwa wobec Kosowa. Został wówczas uznany za serbskiego nacjonalistę i opozycjonistę wobec Josipa Broz Tity.
Dobrica Ćosić zajmował się przez wiele lat aktywną działalnością literacką. Był autorem licznych powieści i esejów. W 1951 opublikował powieść Daleko je sunce. Później wydał m.in. książki w ramach serii Vreme smrti, Vreme zla i Vreme vlasti. Był członkiem korespondentem i następnie członkiem rzeczywistym Serbskiej Akademii Nauk i Sztuk.
Pod koniec lat 80. zakładał serbskie partie narodowe w Serbii oraz Bośni i Hercegowinie. Wspierał Radovana Karadžicia, gdy ten ubiegał się o przywództwo Serbów z Bośni i Hercegowiny. W okresie przemian politycznych w czerwcu 1992 federalny parlament powołał go na pierwszego prezydenta Federalnej Republiki Jugosławii. Zakończył urzędowanie w czerwcu 1993 – został odwołany po konflikcie ze Slobodanem Miloševiciem.

## Publikacje
- Daleko je sunce (1951)
- Koreni (1954)
- Deobe 1–3 (1961)
- Akcija (1964)
- Bajka (1965)
- Moć i strepnje (1971)
- Vreme smrti 1–4 (1972–1979)
- Stvarno i moguće (1982)
- Vreme zla: Grešnik (1985)
- Vreme zla: Otpadnik (1986)
- Vreme zla: Vernik (1990)
- Promene (1992)
- Vreme vlasti 1–2 (1996–2007)
- Piščevi zapisi 1951–1968 (2000)
- Piščevi zapisi 1992–1993 (2004)
- Srpsko pitanje 1–2 (2002–2003)
- Pisci moga veka (2002)
- Kosovo (2004)
- Prijatelji (2005)
- Piščevi zapisi 1993–1999 (2008)
- Piščevi zapisi 1999–2000: Vreme zmija (2008)
- Srpsko pitanje u XX veku (2009)
- U tuđem veku (2011)
- Bosanski rat (2012)[3]